# Chapelle Saint-Joseph de Roquefort
La chapelle Saint-Joseph est un lieu de culte catholique situé sur la commune de Roquefort, dans le département français des Landes. Elle est inscrite au titre des  monuments historiques le 11 décembre 1995.

## Présentation
La chapelle en pierre de taille a un plan allongé avec un seul vaisseau. Sa voûte est ornée de liernes et de tiercerons. Le portail central à double accolade est orné de motifs à chou frisé et de colonnettes.

### Historique
Cette ancienne chapelle seigneuriale est érigée dans l'enclos funéraire de l'église Sainte-Marie de Roquefort dans la première moitié du XVIe siècle, probablement par la famille de Camon-Talence, qui en est propriétaire en 1752, date de la visite de l'évêque d'Aire. Pierre de Caumont avait épousé en 1558 Roquette de Marsan, fille cadette de Jean de Marsan, seigneur de Roquefort.
Des traces d'inhumation indiquent que cet édifice est sans doute à l'origine un mausolée. La porte d'entrée de style gothique flamboyant tardif est contemporaine du portail de l'église Sainte-Marie, qui lui fait face au nord. Elle devint la possession d'une confrérie qui accueillait les pèlerins de Saint-Jacques-de-Compostelle sur la voie Limousine. Elle est aujourd'hui dédiée à l'apôtre Saint-Jacques.